# Альфредо Антоніоцці
Альфредо Антоніоцці (італ. Alfredo Antoniozzi; нар. 18 березня 1956, Козенца, Калабрія) — італійський юрист і політик.
У 1980 році він закінчив юридичний факультет, у 1981 році почав юридичну практику.
Він належав до Християнсько-демократичної партії. З 1981 року він входив до ради Рима. У період з 1992 по 1994 очолював місцеві структури ХДП, після її розпаду вступив до партії «Вперед, Італія». У 1995 і 2000 він обирався до ради регіону Лаціо.
У 2004 році він був обраний до Європейського парламенту. У 2009 році він став членом партії «Народ свободи», у 2013 році він приєднався до Нового правого центру.